# Білоозерський національний природний парк
Білоозе́рський націона́льний приро́дний парк — національний природний парк в Україні, в межах Бориспільського району Київської області та Черкаського району Черкаської області.
Площа 7014,44 га. Створено з метою збереження, відтворення і рекреаційного використання типових та унікальних природних комплексів, що мають важливе природоохоронне, наукове, естетичне, рекреаційне та оздоровче значення.

## Історія
Національний парк був створений згідно з указом Президента України Віктора Ющенка № 1048/2009 11 грудня 2009 року. До території національного природного парку «Білоозерський» погоджено в установленому порядку включення 7014,44 гектари земель державної власності, які вилучаються у Державної організації «Лісове господарство Білоозерське» і надаються національному природному парку в постійне користування.

## Процес створення
Згідно з указом Віктора Ющенка, Кабінет Міністрів України повинен:

1) вирішити у шестимісячний строк у встановленому порядку питання щодо реорганізації Державної організації «Лісове господарство Білоозерське» в національний природний парк «Білоозерський»;

2) забезпечити:

- затвердження у шестимісячний строк у встановленому порядку Положення про національний природний парк «Білоозерський»;
- вирішення протягом 2010 року відповідно до законодавства питання щодо вилучення та надання у постійне користування національному природному парку «Білоозерський» 7014,44 гектара земель;
- розроблення протягом 2010 року проєкту землеустрою щодо відведення земельних ділянок і проєкту з організації та встановлення меж території національного природного парку, виготовлення державних актів на право постійного користування земельними ділянками;
- розроблення протягом 2010—2011 років та затвердження в установленому порядку Проєкту організації території національного природного парку «Білоозерський», охорони, відтворення та рекреаційного використання його природних комплексів і об'єктів;
- продовження разом із Київською та Черкаською обласними державними адміністраціями роботи з розширення території національного природного парку «Білоозерський» за рахунок включення прилеглих земель, насамперед лісового фонду;

3) передбачати під час доопрацювання проєкту Закону України «Про Державний бюджет України на 2010 рік» та підготовки проєктів законів про Державний бюджет України на наступні роки кошти, необхідні для функціонування національного природного парку «Білоозерський».